# 牛田町 (津島市)
牛田町（うしだちょう）は、愛知県津島市の地名。

## 地理
津島市東部に位置する。東は百島町、西は、南は百町、北は越津町に接する。

### 字一覧
- 現行字についての五十音順で配列している。読みはYahoo地図による[7]。明治15年当時の字は『愛知県地名収攬』342頁（牛田村）による。

| 現行字                 | 明治15年当時           |
| ---------------------- | ---------------------- |
| 荒田（あれた）         |                        |
| 杁先（いりさき）       | 杁先（いりさき）       |
| 江南（えみなみ）       | 江南（ゑなみ）         |
|                        | 上荒田（かみあれた）   |
|                        | 上髪長（かみかみなが） |
|                        | 髪長（かみなが）       |
| 黒佛（くろぼとけ）     | 黒佛（くろぶつ）       |
| 化粧院（けしょういん） | 化粧院（けしやういん） |
|                        | 沢渡（さわど）         |
|                        | 四反田（したんだ）     |
|                        | 下荒田（しもあれた）   |
| 角田（すみだ）         | 角田（つのだ）         |
| 天越（てんごし）       | 天越（あまこへ）       |

## 歴史

### 地名の由来
『尾張国地名考』によれば、「海塩田」からの転訛であるという。

### 沿革
- 戦国時代 - 尾張国海東郡内の「うし田郷」として記録に残り、天正年間には滝久内の所領が所在したとされる[8]。
- 江戸時代 - 尾張藩領佐屋代官所支配の牛田村として所在した[1]。
- 1889年（明治22年） - 合併に伴い、越治村大字牛田となる[1]。
- 1906年（明治39年） - 合併に伴い、神守村大字牛田となる[1]。
- 1955年（昭和30年）1月1日 - 合併に伴い、津島市牛田町となる[1]。

## 世帯数と人口
2018年（平成30年）1月1日現在の世帯数と人口は以下の通りである。
| 町丁   | 世帯数  | 人口  |
| ------ | ------- | ----- |
| 牛田町 | 195世帯 | 504人 |

### 人口の変遷
国勢調査による人口の推移
| 1995年（平成7年）  | 512人 | [ 9 ]  |  |
| 2000年（平成12年） | 514人 | [ 10 ] |  |
| 2005年（平成17年） | 538人 | [ 11 ] |  |
| 2010年（平成22年） | 544人 | [ 12 ] |  |
| 2015年（平成27年） | 492人 | [ 13 ] |  |

## 学区
市立小・中学校に通う場合、学区は以下の通りとなる。また、公立高等学校に通う場合の学区は以下の通りとなる。
| 番・番地等 | 小学校             | 中学校             | 高等学校 |
| ---------- | ------------------ | ------------------ | -------- |
| 全域       | 津島市立神守小学校 | 津島市立神守中学校 | 尾張学区 |

## 施設
- 日吉神社[6]北緯35度10分19.2秒 東経136度45分44.6秒 / 北緯35.172000度 東経136.762389度

## その他

### 日本郵便
- 郵便番号 : 496-0018[4]（集配局：津島郵便局[16]）。